# Forum libre
 (mai 2025).
Si vous disposez d'ouvrages ou d'articles de référence ou si vous connaissez des sites web de qualité traitant du thème abordé ici, merci de compléter l'article en donnant les références utiles à sa vérifiabilité et en les liant à la section « Notes et références ».
Le Forum libre (Slobodné fórum, SF) est un parti politique libéral slovaque fondé en janvier 2004 par un groupe de parlementaires dissidents de l'Union démocratique et chrétienne slovaque menés par Ivan Šimko. 
En mars 2004, Zuzana Martinákov est élue présidente du Forum libre. Déçu, Ivan Šimko quitte le parti et créé un nouveau mouvement, dénommé Misson 21 - Nouvelle démocratie chrétienne. Le Forum libre est admis au sein du Parti européen des libéraux, démocrates et réformateurs en avril 2009 en qualité d'observateur.
Candidate du Forum libre à l'élection présidentielle slovaque de 2009, Zuzana Martinákov arrive en quatrième position avec 96.035 voix soit 5.12 % des suffrages.